# John McDermott (réalisateur)
Pour les articles homonymes, voir John McDermott (homonymie) et McDermott.
John McDermott (1893-1946) est un réalisateur, acteur et scénariste américain.

## Biographie
John McDermott est né en 1893 à Green River dans le Wyoming. Il a été acteur, réalisateur et surtout scénariste pour le cinéma, travaillant en particulier pour les producteurs Adolph Zukor et Jesse Lasky ou la Metro-Goldwyn-Mayer. Il meurt en 1946 à Los Angeles.

## Filmographie

### Comme scénariste
- 1918 :  Fast Company
- 1920 :  Pour la sauver (Just Pals) de John Ford
- 1921 : The Sky Pilot
- 1923 : Three Wise Fools
- 1926 : Rolling Home
- 1926 : We're in the Navy Now
- 1926 : Stranded in Paris
- 1927 : La Blonde ou la Brune? (Blonde or Brunette)
- 1927 : Un homme en habit (Evening Clothes)
- 1927 : Señorita
- 1927 : Monsieur... Mademoiselle (She's a Sheik) de Clarence G. Badger
- 1928 : Flying Romeos
- 1928 : The Fifty-Fifty Girl
- 1930 : The Cohens and the Kellys in Scotland de William James Craft
- 1931 : A Gentleman in Tails
- 1931 : The Man in Evening Clothes
- 1933 : Fast Workers
- 1933 : Tillie and Gus
- 1934 : College Rhythm
- 1946 : Three Wise Fools

### Réalisateur
- 1920 : Grain de son (Dinty)
- 1921 : Patsy (en)
- 1923 : Her Temporary Husband
- 1923 : Mary of the Movies
- 1923 : L'Araignée et la Rose (The Spider and the Rose)
- 1925 : Une nuit de folie (Manhattan Madness)
- 1925 : Where the Worst Begins (en)
- 1926 : The Love Thief (en)

### Acteur
- 1915 : Ham in High Society
- 1915 : Some Romance
- 1915 : Queen of the Band
- 1915 : Old Heidelberg
- 1915 : Mr. Grex of Monte Carlo
- 1916 : The Chalice of Sorrow
- 1923 : Mary of the Movies